# گوی‌آغاج (خداآفرین)
گوی‌آغاج یکی از روستاهای استان آذربایجان شرقی است که در دهستان بسطاملو بخش مرکزی شهرستان خداآفرین واقع شده‌است. وب‌گاه رسمی این روستا، www.greentree.ir است. این وب‌گاه توسط آقای بهزاد سامانی مدیریت می‌شود. نام این روستا از در خت کهنسال و معروفی که در این منطقه وجود داشته‌است سرچشمه گرفته‌است.